# Inglés en Puerto Rico
El español y el inglés son los idiomas oficiales de Puerto Rico. Cuando Estados Unidos invadió y tomó la isla de España en 1898, se introdujo el inglés como lengua oficial. Desde ese momento la isla ha tenido un gobierno oficialmente bilingüe, pero hoy el idioma que utiliza la gran mayoría de la población del país sigue siendo el español. Solo entre el 20 % y el 30 % de la población domina el inglés.[cita requerida] El inglés sigue siendo un requisito para algunas licencias profesionales, tanto como para la admisión a programas universitarios, aunque no cuenta como lengua extranjera en cuanto a los cursos requisitos para la graduación.

## Nivel de uso
El inglés se enseña como segunda lengua, aunque se ha estimado que sólo un 10 a 20 por ciento de los residentes de la isla domine el inglés "muy bien":
- el censo de 2000 registró que 21,1 % de los residentes hablaban el inglés "muy bien" y 49,9 % lo domina "bien" (nivel intermedio)
- un estudio de la Universidad de Puerto Rico en 2009 concluyó que 6 de los 10 residentes no habla el inglés "en un nivel avanzado".[2]
- el Perfil narrativo de población y vivienda, Puerto Rico 2005–2009 del censo acertó que el 95 % de los residentes habla español en casa, y el 85 % no habla el inglés "muy bien".[3]

## Historia
En 1898 tras la guerra hispanoamericana y el subsiguiente traspaso de la isla a los Estados Unidos por parte de España, el inglés se convirtió en el único idioma utilizado por el gobierno militar de Puerto Rico. El 21 de febrero de 1902, ya en un régimen de gobierno civil en la isla tras la Ley Foraker, se introdujo el Official Languages Act (Ley de Lenguas Oficiales) para exigir el uso tanto del inglés como del español, como idiomas oficiales del gobierno. Cuando el nuevo estatus político, el Estado Libre Asociado, cambió el régimen de la Isla en 1952 la Constitución de Puerto Rico no incluyó ninguna especificación en cuanto a cuál idioma el gobierno debería de utilizar.
Casi 80 años más tarde, en 1991, el gobierno del Partido Popular Democrático (PPD) bajo Rafael Hernández Colón cambió el idioma oficial al español, eliminando por primera vez el papel oficial del inglés. Esta acción llevó a que ese mismo año, la Monarquía Española le otorgara al "Pueblo de Puerto Rico" el Premio Príncipe de Asturias como reconocimiento de la "defensa histórica del idioma español y de la cultura de habla hispana" en Puerto Rico.
La nueva administración estadista del gobernador Pedro Rosselló que ganó las elecciones generales de 1992 tomó poco tiempo en revertir esta última medida. El 4 de enero de 1993 la Legislatura de Puerto Rico aprobó el Proyecto del Senado 1, "Para establecer que el español y el inglés serán, indistintamente, los idiomas oficiales de Puerto Rico". Desde entonces ambos lenguajes han sido oficiales en el Gobierno de Puerto Rico.
Para el año 2009, el uso de términos en inglés, por ejemplo en símbolos oficiales, como "Welcome to Guaynabo City", "City Hall", "Downtown" y "San Juan Police Department" resaltan como evidencia del inglés reemplazando al español como idioma para usos oficiales. 

### Primarias del Partido Republicano de 2012
Antes de las Primarias del Partido Republicano de 2012 en Puerto Rico, se criticó mucho al candidato Rick Santorum cuando él opinó que si Puerto Rico quisiera volverse un estado de EE. UU., tendría que hacer del inglés su idioma principal. Como constató el New York Times:
"His remarks drew immediate criticism, and prompted one delegate who had been pledged to him to quit, saying he was offended. There is no rule in the Constitution requiring the adoption of English for the admittance of new states, and the United States does not have an official language. On Thursday Mr. Santorum and his aides scrambled to contain the damage, with the candidate saying several times that the local media had misquoted him as saying he wanted English to be the “only” language, whereas he believed that English should be the "primary language."
 (Los comentarios [de Santorum] fueron criticados inmediatamente. Una consecuencia de ellos fue un delegado suyo, que prometió dejar de apoyarle a Santorum, diciendo que era ofendido [por lo que dijo Santorum]. No hay regla en la Constitución de EE UU que exige que un estado nuevo declare el inglés como idioma oficial, y tampoco tienen un idioma oficial los EE UU. El jueves, Santorum y sus asistentes trabajaban rápidamente a minimalizar el daño. Santorum dijo varias veces que la prensa local le había citado mal, que la prensa había escrito que él hubiera dicho que el inglés debería de ser el único idioma, y que no había dicho eso, sino que había dicho el inglés debería de ser el idioma 'principal'")

El oponente de Santorum, Mitt Romney, emitió un documento que señaló las diferencias entre las dos campañas: "Puerto Rico reconoce actualmente tanto el inglés como el español como idiomas oficiales del Estado Libre Asociado." dijo la portavoz de Romney, Andrea Saul. "El Gob. Romney cree que el inglés es el idioma de la oportunidad, y apoya los esfuerzos para expandir la proficiencia en inglés en Puerto Rico y a lo largo de los EE UU. Pero él no exigiría que el pueblo de Puerto Rico dejase de utilizar el español como requisito para que Puerto Rico devuelva estado de la unión."

### Proyecto de Ley del Senado 1177
El Senado de Puerto Rico aprobó el 4 de septiembre de 2015 un proyecto de ley que declara el español como primera lengua oficial en la isla y relega el inglés a segundo idioma. El Proyecto de Ley del Senado 1177, presentado en agosto de 2014 por Antonio Fas Alzamora, expresidente del gobernante Partido Popular Democrático (PPD), había caído en el olvido hasta que el pasado mes de junio se votó a viva voz y fue rechazado. Sin embargo, se acordó su reconsideración y este jueves fue finalmente aprobado sin debate previo gracias al apoyo de la gran mayoría de los senadores del partido gobernante. Se opusieron los ocho senadores del principal partido de la oposición, así como el presidente del Senado, Eduardo Bhatia, y José Nadal Power (ambos del partido gobernante) y la independentista María de Lourdes Santiago, que desea ver al español como la única lengua oficial.
La iniciativa aprobada proponía legislar para establecer que el español fuera el primer idioma oficial y de uso obligatorio en el ámbito ejecutivo, legislativo y judicial, y derogar así la Ley 1-1993 que equiparó ambos idiomas en los organismos públicos. La ley 1-1993 fue impulsada por el entonces gobernador Pedro Rosselló, del anexionista Partido Nuevo Progresista (PNP), que ahora es el principal partido de la oposición y que aboga por convertir Puerto Rico en el estado número 51 de EE. UU. Sin embargo, el Proyecto de Ley del Senado 1177 no fue aprobado por la Cámara de Representantes ni recibió la firma del gobernador de Puerto Rico, los cuales son también requisitos constitucionales para aprobar toda nueva ley de origen local o estatal para el territorio. Por ende, la ley 1-1993 de los idiomas sigue vigente.
La exposición de motivos del proyecto, «Al establecer el español como primer idioma oficial fortaleceremos nuestra identidad cultural y validamos la realidad de que más del 80 % de los puertorriqueños no entienden ni hablan inglés», argumenta Fas Alzamora; en su opinión, la legislación vigente ignora la «innegable realidad» de que una gran mayoría de los puertorriqueños no entiende ni habla el inglés. «Desde la invasión de EE. UU. a nuestro país, se han puesto en vigor diferentes iniciativas dirigidas a la asimilación del pueblo puertorriqueño», critica, tras recordar que la «realidad» boricua «en términos culturales, históricos, geográficos y jurídicos es muy diferente a la de nuestros conciudadanos estadounidenses». Recuerda que «un sinnúmero de hombres y mujeres ilustres y patriotas dieron la batalla porque no se nos arrebataran las características que nos identifican como nación caribeña y latinoamericana, única y diferente», y defiende que «Es imperativo que le demos a nuestra lengua vernácula el sitial que se merece. Tratar de equiparar cualquier otra lengua extranjera a la nuestra en asuntos oficiales de nuestro Gobierno es un acto que demanda nuestra atención y rectificación».